# Uretra

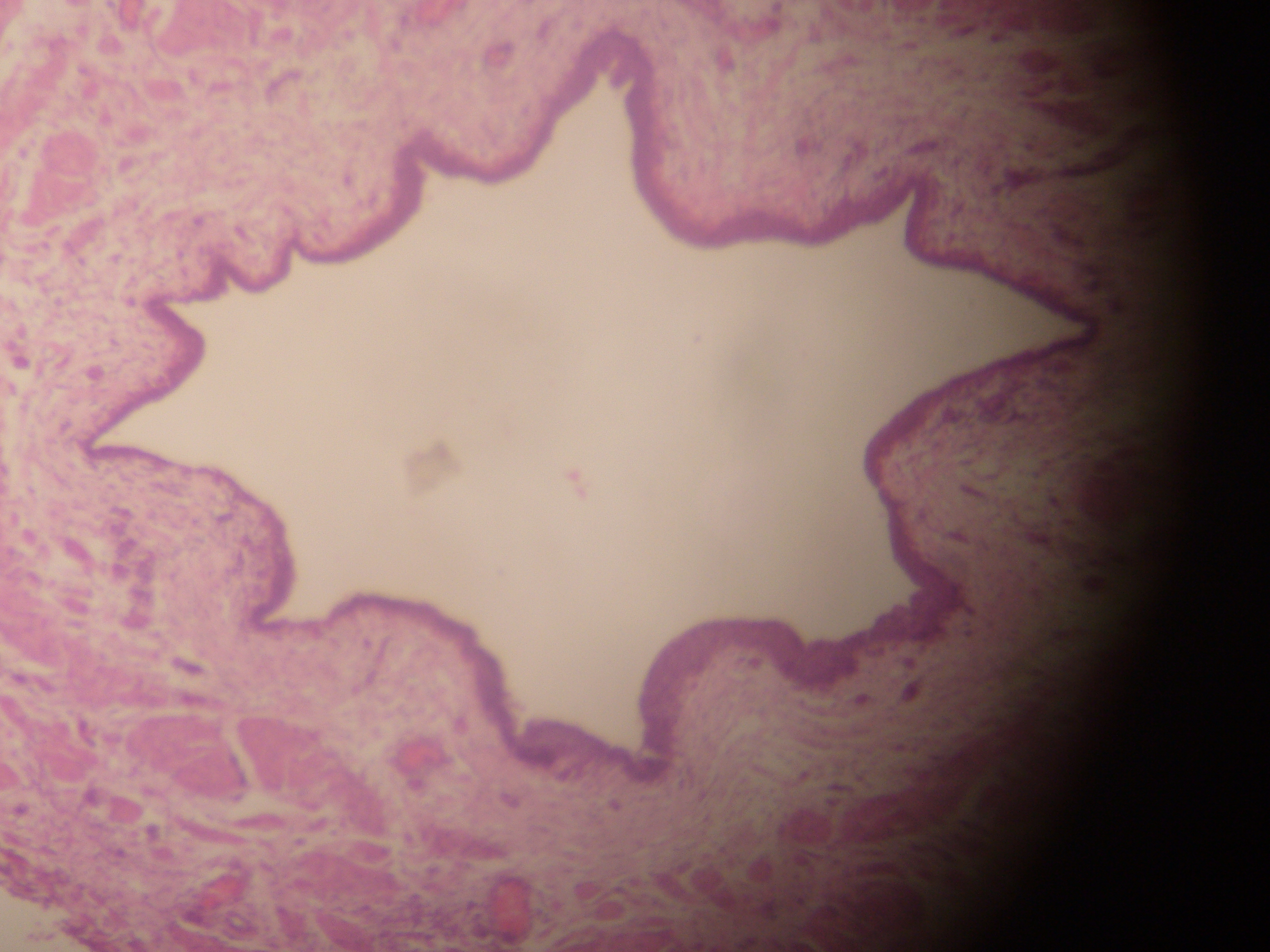
Uretra al microscopio

L'uretra, l'ultimo tratto delle vie urinarie, è un piccolo condotto impari e mediano, che collega il collo della vescica urinaria con l'esterno. Mentre nella femmina e in tutti i non-mammiferi ha la sola funzione di permettere il passaggio dell'urina, nel maschio dei mammiferi serve anche per il passaggio del liquido seminale, poiché in essa si immettono i dotti eiaculatori e pre-eiaculatori, e di altre secrezioni emesse da migliaia di ghiandole uretrali e parauretrali.
L'uretra maschile è eterogenea, estremamente lunga ed elastica in senso longitudinale, ma di calibro ristretto. Quella femminile è invece omogenea, può essere oltre dieci volte più corta ma è sensibilmente più dilatabile.

## Uretra femminile

### Descrizione
L'uretra femminile è un canale estremamente breve (2,2-3,3 cm, con una media di 3 cm) omogeneo, dotato di ottima dilatabilità e discreto lume (7-8 mm). Può essere oltre dieci volte più corta del suo corrispondente maschile, ma è molto più dilatabile in larghezza (fino a 30 mm). Ha origine a livello dell'orifizio uretrale interno, posto nel collo della vescica, e decorre anteriormente e inferiormente attraversando la membrana perineale e sbucando, tramite il meato uretrale esterno, nel vestibolo vulvare, subito davanti all'apertura della vagina e circa 2-2,5 cm posteriormente alla fossa della clitoride. Segue una direzione pressoché verticale, e il suo decorso è interamente pelvico.
Lungo il suo decorso è in stretto rapporto posteriormente con la parete anteriore della vagina e la sinfisi pubica, in particolare nel suo tratto più distale, e anteriormente con il tessuto adiposo e le vene contenute all'interno dello spazio retropubico. L'uretra femminile è stabilizzata dai legamenti pubouretrali posteriori, che si portano dalla faccia posteriore dell'osso pubico all'uretra, e dal legamento sospensore della clitoride. La presenza di un cuscinetto sottostante che poggia contro l'osso iliaco, la spugna uretrale femminile, impedisce la minzione durante il rapporto sessuale, poiché il tessuto erettile che la compone viene irrorato di sangue e gonfiato (lo stesso si verifica con il più consistente corpo spugnoso, o spugna uretrale maschile, durante l’erezione o l'eccitazione).
In condizioni normali, l'uretra a riposo (non dilatata) presenta un lume centrale quasi virtuale, semilunare a convessità anteriore, poco più che una fessura tra le pliche mucose longitudinali della mucosa interna, delle quali l'unica ad interessare il canale è la cresta uretrale (un ripiegamento longitudinale mediano sulla parete posteriore, di forma simile alla cresta uretrale superiore dell'uretra maschile ma molto meno prominente). Il ruolo della cresta uretrale femminile è ancora sconosciuto, anche perché le sue dimensioni sono marginali. In fase di dilatazione, il lume diviene pressoché cilindrico e uniforme, salvo alcuni restringimenti in corrispondenza dei due orifizi (orifizio interno, a lume stellato, e meato esterno).
Si possono distinguere due porzioni di canale, separate dal diaframma urogenitale: anzitutto una parte prossimale o retrograda, detta pelvica, di epitelio di transizione (urotelio), che parte dal collo vescicale e misura in media 1,2-2,4 cm per 7,5 mm di diametro massimo; costituisce circa i 2/3 dell'uretra. Segue una parte distale o anterograda, detta perineale, di epitelio colonnare stratificato ed epitelio colonnare pseudostratificato, che misura circa 1,0-1,3 cm per 8,3 mm di diametro massimo e giunge al meato uretrale esterno; costituisce il restante 1/3 circa dell'uretra. Il meato uretrale, largo 7 mm a riposo, è circondato da piccole quantità di epitelio squamoso stratificato. A differenza di quanto accade con l'uretra maschile, tuttavia, questa distinzione è solamente indicativa, e pertanto non designa alcuna differenza strutturale o anatomica tra i due tratti indicati. Ciascuno degli epiteli riscontrabili è presente, in percentuali sensibilmente maggiori, anche nell'uretra maschile.
A differenza dell'uretra maschile, non sono presenti ghiandole uretrali o periuretrali secondo la definizione (ghiandole i cui dotti si riversano in uretra). Nella femmina, queste ghiandole sono sostituite da strutture considerate omologhe: le ghiandole vaginali (in particolare le ghiandole minori di Skene), situate nel vestibolo vulvare.

### Misure
La lunghezza dell'uretra femminile non è univoca nell'adulto, ma può variare liberamente tra i 2,2 cm e i 3,3 cm, con un dato medio di 3 cm oppure 2,7 cm. Alcune indagini effettuate su diverse centinaia di volontarie, sia tramite sonografia sia tramite misurazioni dirette a vescica semipiena (300 ml), hanno mostrato lunghezze comprese tra 2,3 cm e 3,2 cm, con una media di 3 cm e un singolo dato isolato di 3,5 cm. Questi dati sono in linea con le stime teoriche, che ipotizzavano un range pari a 2,5-3,5 cm o 2,5-3,8 cm, o ancora 2,3-3,6 cm di lunghezza per circa 3 cm di media. Uno studio effettuato su alcune decine di pazienti affette da incontinenza urinaria ha mostrato dati lievemente inferiori, a parità di misurazioni, con una lunghezza media pari a 2,6±0,4 cm e una mediana di quasi 2,7 cm; occorre però sottolineare che potrebbe esistere una relazione tra incontinenza e minor lunghezza dell'uretra, benché non dimostrata.
Il diametro del canale è invece pari a 7,5±0,8 mm, a seconda del segmento considerato: la porzione retrograda è infatti più ristretta, con un lume iniziale di 6,7 mm e finale di 7,5 mm, mentre quella anterograda è più larga, con un'apertura iniziale di 7,5 mm e finale di 8,3 mm. Nel complesso, l'uretra femminile estrema, allargandosi man mano che ci si avvicina alla porzione distale; il diametro calcolato con la media ponderata ammonta a 7,7±0,2 mm, ma si considera spesso un dato medio di 7-8 mm. Il meato uretrale esterno è largo circa 7 mm a riposo. Lo spessore delle pareti (tonaca mucosa e sottomucosa più tonaca muscolare) ammonta invece a 6-7 mm.
Grazie alla notevole elasticità del suo lume, l'uretra femminile può essere dilatata molto oltre i due centimetri, arrivando a 25-30 mm di calibro senza significativi rischi di rottura o traumi; ciò facilita l’inserimento di strumenti diagnostici. L'uretra maschile è molto meno dilatabile e sensibilmente più ristretta, tuttavia possiede notevole elasticità longitudinale, essendo sottoposta naturalmente a trazioni, che includono il fenomeno dell'erezione e l'allargamento prostatico.
Nel neonato l'uretra è già perfettamente sviluppata, e misura in media 1,5 cm di lunghezza per 6 mm di diametro medio, raggiungendo le dimensioni definitive entro i 14 anni. La sua crescita è lentissima e spesso non graduale: uno studio condotto su diverse decine di pazienti ha mostrato che l'uretra parte da una misura di 1,5±0,3 cm nel neonato, arrivando a una media di 2,5 cm entro i 3 o 5 anni e alla lunghezza definitiva di circa 3 cm a pubertà ultimata. Secondo varie indagini, la crescita sarebbe molto più rapida durante il primo anno di vita: l'87% delle donne nasce con un'uretra di almeno 1,5 cm, e raggiunge i 2,3 cm già entro i 6 - 12 mesi.
In caso di epispadia o altre malformazioni congenite, l'uretra femminile può misurare meno di 0,9 cm persino nell'adulto. Si ritiene che, in una donna adulta, la lunghezza critica dell'uretra sia approssimativamente 1,5 cm; sotto questa soglia vi è un considerevole rischio di perdere la capacità di continenza, e ciò va considerato in ambito chirurgico.
Dalle analisi effettuate, non sembra esserci una particolare dipendenza tra la lunghezza dell'uretra e caratteristiche quali altezza, massa, indice di massa corporea.

### Confronto con l'uretra maschile
- Per la sua composizione tissutale, l'andamento pressoché verticale e la presenza (seppur poco significativa) di una cresta uretrale nella porzione prossimale, l'uretra femminile è considerata l'omologo dell'uretra preprostatica o prostatica nel maschio - benché quest'ultima sia più lunga (4-7 cm contro i 2,2-3,7 cm dell'uretra femminile)[18][58][93], meno dilatabile, ricca di creste e strutture annesse e inoltre presenti numerose ghiandole sia al proprio interno (ghiandole uretrali) sia esternamente (ghiandole parauretrali)[37][94][95]. La stessa omologia si può trovare tra le ghiandole vaginali minori, cioè del complesso di Skene, e le ghiandole uretrali di Littré o la prostata nel maschio.[5]
- Rispetto all'uretra maschile, quella femminile è estremamente breve - anche oltre dieci volte più corta[10][11][12][13][14] - e questo aumenta in modo notevole il rischio di sviluppare cistiti batteriche[10][11][96][97]. A tale rischio contribuiscono il lume più ampio e dilatabile, la vicinanza con l'ano, la mancanza delle secrezioni antibatteriche prostatiche e il fatto che l'urina non esegua il classico movimento "a vortice" mentre viene espulsa - movimento che svolge un'importante operazione di pulizia nell'apparato urinario maschile, soprattutto a livello dell'uretra spugnosa[98][99][100].
- D'altro canto, nella donna sono estremamente più rare l'uretrite sintomatica (acuta o cronica), la stenosi uretrale, le uretrorragie e in generale le malformazioni e le lesioni del canale uretrale - tutti elementi molto comuni nel maschio, specie sotto i 25 anni.[101][102][103] La probabilità di sviluppare lesioni uretrali è infatti oltre dieci volte più bassa nelle donne rispetto agli uomini, e la gravità inferiore; la differenza è ancora più nitida per le uretrorragie, che coinvolgono buona parte dei maschi adolescenti.[78][104][105][106][107] Anche i tumori uretrali sono sensibilmente più rari nella donna.[108][109][110]
- Infine, il maggiore lume dell'uretra femminile e la sua notevole elasticità latitudinale (dilatabile in larghezza fino a 30 mm) consentono più agevolmente il passaggio di strumenti d'indagine, calcoli renali e coaguli, che nell'uretra maschile - molto lunga, ristretta e poco dilatabile - tendono invece a bloccarsi o a provocare abrasioni con pericolose conseguenze.[17][36][111][112] Strumenti diagnostici di oltre due centimetri possono essere inseriti senza rischi particolari.[15][30][73]
- L'uretra femminile possiede, tuttavia, minore elasticità longitudinale, poiché non è sottoposta naturalmente a trazioni importanti, quali l'erezione o l’allargamento prostatico nel maschio;[80][81][113] inoltre è sensibilmente meno innervata a parità di superficie.[33][114][115]

## Uretra maschile

### Descrizione generale

#### Visione complessiva
L'uretra maschile è un canale considerevolmente lungo (circa 18-20 cm a riposo), eterogeneo, dal lume ristretto e poco dilatabile ma dotata di grande elasticità longitudinale. Ha origine a livello del collo vescicale (orifizio uretrale interno), rientrando di almeno 0,5 cm nella vescica stessa, e termina a livello del meato uretrale esterno che sbocca esternamente nel glande del pene. Oltre al passaggio dell'urina, nel maschio l'uretra consente anche la fuoriuscita del liquido seminale, del liquido pre-eiaculatorio e di diverse altre secrezioni provenienti da migliaia di ghiandole uretrali e parauretrali. Il suo decorso è sia pelvico (dalla vescica alla metà ventrale del pene) sia esterno (la metà dorsale del pene), e designa una sorta di S (conoide).
Nell'uretra maschile si distingue anzitutto una porzione posteriore: l'uretra prossimale o retrograda, lunga 7-10 cm a riposo, posta prossimalmente al corpo spugnoso e circondata in parte della prostata, in cui confluiscono i numerosi dotti eiaculatori. Questa porzione parte dall'uvula vescicale e attraversa il diaframma urogenitale giungendo fino al bulbo dell'uretra, e viene divisa ulteriormente in tre segmenti: uretra preprostatica (sezione caudale e craniale), uretra prostatica (sezione distale, mediana e prossimale) e infine uretra membranosa. Si distingue poi una porzione anteriore, l'uretra distale o anterograda, che corrisponde sostanzialmente all'uretra spugnosa o peniena: lunga 15-25 cm a riposo, raccoglie le secrezioni dei dotti pre-eiaculatori, è del tutto inclusa nel corpo spugnoso e nei corpi cavernosi ed è sia pelvica sia esterna nel suo decorso. Tale sezione attraversa il pene nella sua interezza fino al meato uretrale, comprendendone sia la porzione ventrale sia quella dorsale, e viene ulteriormente distinta in tre segmenti: uretra bulbare (sezione ampollosa e lacunosa), uretra pendula e infine uretra navicolare.
A diversi segmenti possono corrispondere differenti tonache e diverse tipologie di epitelio, ciascuna delle quali può essere ritrovata (perlomeno in minima percentuale) nell'uretra femminile. Inoltre, l’uretra prossimale e quella distale tendono ad essere considerate due strutture completamente diverse ed eterogenee, soprattutto ai fini di un intervento chirurgico o di uno studio approfondito; questa differenza è molto evidente a livello sintomatico e in caso di uretrite o stenosi uretrale, condizioni molto comuni nei maschi specie se giovani. Alcuni urologi considerano addirittura ciascun segmento in modo separato e distinto.
Dal punto di vista della composizione tissutale, nell'uretra preprostatica e prostatica prevale l'epitelio di transizione (urotelio), seguito dall'epitelio colonnare stratificato e dall'epitelio colonnare pseudostratificato nell'uretra membranosa. Nell'uretra spugnosa si ritrova nuovamente l'epitelio pseudostratificato, nella porzione prossimale ovvero l'uretra bulbare, seguito dall'epitelio squamoso stratificato presso l'uretra pendula e navicolare, includendo anche il vestibolo uretrale e dunque il meato uretrale esterno.  L'urotelio dell'uretra prostatica, inoltre, è immediatamente circondato dal tessuto ghiandolare e stromale della zona periuretrale della prostata.
Una caratteristica peculiare dell'uretra maschile è la presenza di numerosissime ghiandole uretrali e parauretrali, le cui secrezioni uscenti dalle lacune uretrali, svolgono innumerevoli funzioni sia lubrificanti e protettive, sia a livello dell'eiaculazione e della pre-eiaculazione. Queste ghiandole si trovano in ogni segmento uretrale oppure circondano l'uretra stessa, e il loro numero complessivo è nell'ordine delle migliaia; in particolare, le ghiandole uretrali di Littré e le ghiandole unicellulari si collocano lungo tutto il percorso dell'uretra, pur concentrandosi in prevalenza nell'uretra spugnosa.
Si riscontrano inoltre strutture di rilievo disposte nel decorso del canale, ad esempio le creste uretrali (presenti in tutti i segmenti ma di cospicue dimensioni nei due più prossimali), il collicolo seminale, l'utricolo prostatico, l'ampolla uretrale, la fossa bulbare dell'uretra e la fossa navicolare dell'uretra. Molto importante poi la presenza di strutture esterne con funzione di sostegno, protettiva ed erettile, quali i corpi cavernosi e il corpo spugnoso (o spugna uretrale maschile).
L'uretra prossimale è stabilizzata dai legamenti pubouretrali posteriori, che si portano dalla faccia posteriore dell'osso pubico all'uretra, dal legamento puboprostatico e infine dalla fascia uretrale o legamento uretropelvico. L'uretra distale è invece sorretta dai legamenti pubouretrali posteriori, dal legamento arcuato, dal legamento trasverso profondo del perineo (questo solo nella sezione mediana) e dal legamento sospensorio del pene.

#### Suddivisione e classificazione
Esistono tre differenti classificazioni dell'uretra maschile, che raggruppano i vari segmenti uretrali in regioni più ampie, secondo diversi criteri:
1. La prima suddivisione, la più utilizzata, riunisce i segmenti secondo un criterio di composizione tissutale, considerando in particolare il loro epitelio prevalente e le molteplici ghiandole in essi contenute (ghiandole uretrali) o che li circondano (ghiandole parauretrali). Si delineano così due regioni principali:
- Uretra prossimale o posteriore o retrograda: la porzione che va dall'uvula vescicale (uretra preprostatica, sezione caudale) fino al bulbo dell'uretra (uretra membranosa), passando attraverso l'atrio uretrale (e dunque l'orifizio uretrale interno), la prostata e il diaframma urogenitale. Viene divisa in uretra caudale o retropubica (i primi 2/3 circa) e craniale o postprostatica (il restante 1/3 circa).[150][151][152][153][154] Lunga 7-10 cm a riposo,[12][13][14][124][125] per un diametro medio di 10,5 mm,[23][155][156] comprende per intero i primi tre segmenti e raccoglie le secrezioni dei dotti eiaculatori.[1][41][125] Il suo decorso è per buona approssimazione verticale nei giovani con una prostata sana, designando la prima curva di rilievo (l'arco uretrale o uretropelvico) presso l'uretra membranosa.[2][126][127][128]
- Uretra distale od anteriore o anterograda: la porzione interamente contenuta nel pene (metà dorsale e ventrale), si estende dall'uretra bulbare fino al meato uretrale esterno (uretra navicolare), designando una cospicua doppia curva ad S in condizione di riposo.[27][51][123] Corrisponde perfettamente all'uretra spugnosa o peniena, ed è contenuta per intero nei corpi cavernosi e nel corpo spugnoso.[35][129][130]  Lunga 15-25 cm a riposo,[12][13][14][51] per un diametro medio di 6 mm,[23][155][156] raccoglie le secrezioni dei dotti pre-eiaculatori, ed è sia pelvica sia esterna nel suo decorso.[35][129][130]

2. Un'altra possibile suddivisione considera semplicemente la posizione dei segmenti uretrali rispetto al corpo, e dunque distingue il tratto interno (incluso nelle pelvi) da quello esterno (cioè la porzione dorsale del pene). Si delineano di conseguenza due regioni:
- Uretra pelvica od intrapelvica o prossimale o superiore: la porzione completamente interna del canale urinario, si estende dall'uvula vescicale fino al termine dell'uretra bulbare (sezione lacunosa), ove la parte ventrale del pene lascia spazio a quella dorsale. Misura 17-20 cm a riposo[15][35][130][157][158][159] e accoglie in sé sia i dotti eiaculatori sia quelli pre-eiaculatori.[126][127][128][141]
- Uretra penile od extrapelvica o distale od inferiore: la porzione esterna e visibile del canale, interamente compresa nella metà dorsale del pene.[12][51][158] Lunga 7-15 cm a riposo,[15][35][130][160] accorpa in sé l'uretra pendula e l'uretra navicolare, estendendosi fino al meato uretrale.[35][129][130][161]

3. Un'ultima classificazione raggruppa i segmenti in base alla regione anatomica e agli organi che attraversano o con cui sono a contatto; è particolarmente utile nello studio e nella divisione delle ghiandole di Littré e unicellulari. Vengono così distinte tre regioni:
- Uretra pelvica od ampollare o posteriore o retrograda: la porzione che va dall'uvula vescicale (uretra preprostatica, sezione caudale) fino al bulbo dell'uretra (uretra membranosa), passando attraverso l'atrio uretrale (e dunque l'orifizio uretrale interno), la prostata e il diaframma urogenitale. Viene divisa in uretra caudale o retropubica (i primi 2/3 circa) e craniale o postprostatica (il restante 1/3 circa).[150][151][152][153][154] Lunga 7-10 cm a riposo,[12][13][14][124][125] per un diametro medio di 10,5 mm,[23][155][156] comprende per intero i primi tre segmenti e raccoglie le secrezioni dei dotti eiaculatori.[1][41][125] Il suo decorso è per buona approssimazione verticale nei giovani con una prostata sana, designando la prima curva di rilievo (l'arco uretrale o uretropelvico) presso l'uretra membranosa.[2][126][127][128] Il termine "uretra ampollare" è usato anche per indicare l'uretra bulbare.
- Uretra perineale o ventrale o mediana od intermedia: la porzione che attraversa la metà ventrale del pene: corrisponde perfettamente all'uretra bulbare ed è contenuta nel perineo. Lunga in media 10 cm a riposo,[131][162][163][164][165] il suo decorso designa una semiconoide in condizione di riposo.[27][51][75][123]
- Uretra penile o dorsale od anteriore od anterograda: la porzione esterna e visibile del canale, interamente compresa nella metà dorsale del pene.[12][51][158] Lunga 7-15 cm a riposo,[15][35][130][160] accorpa in sé l'uretra pendula e l'uretra navicolare, estendendosi fino al meato uretrale.[35][129][130]

Come anticipato, la prima classificazione è la più utilizzata, in quanto rappresenta meglio le analogie nella composizione tissutale dei segmenti uretrali coinvolti. La terza è invece molto usata quando occorre studiare e analizzare le ghiandole di Littré e le ghiandole unicellulari in base alla loro posizione. Diversi manuali dividono allo stesso modo anche l'uretra prostatica, distinguendo una sezione prossimale, una mediana e infine una distale; questa classificazione risulta particolarmente utile nello studio delle ghiandole prostatiche aberranti.

#### Configurazione interna e pervietà
Come avviene per l'uretra femminile, il lume centrale del canale a riposo (non dilatato) è virtuale, e appare come una fessura variabile per forma o dimensione secondo il segmento considerato. In particolare, la forma del lume è stellata nell'uretra preprostatica, semilunare a convessità anteriore nell'uretra prostatica (arcuato presso il collicolo seminale), irregolarmente trasversale e stellato nell'uretra membranosa e spugnosa, infine sagittale presso il meato uretrale esterno. Il diametro varia ampiamente secondo il segmento considerato, passando da 0,4-0,5 mm a 1,0-1,1 mm.
In fase di distensione, il lume diviene pressoché cilindrico (in piccola parte si può notare anche con l'erezione e il riempimento vescicale); sono tuttavia presenti allargamenti e restringimenti, da tenere in considerazione quando si debba inserire uno strumento endoscopico. In particolare l'atrio uretrale (includendo l'orifizio uretrale interno), l'uretra membranosa e il vestibolo uretrale (includendo il meato uretrale esterno) costituiscono i principali restringimenti, di cui gli ultimi due rappresentano le porzioni più strette e meno dilatabili del canale. Al contrario, si riscontrano consistenti dilatazioni presso l'uretra prostatica, l'ampolla uretrale, la fossa del bulbo uretrale e la fossa navicolare dell'uretra.
La superficie interna dell'uretra (pavimento uretrale) è percorsa da decine di sottili pieghe longitudinali, le pliche mucose (cristae o rugae), che in buona parte scompaiono durante la distensione (eccetto per le fessure più notevoli). Queste pliche tendono a concentrarsi nell'uretra prostatica e preprostatica, dove prendono il nome di creste uretrali, ma possono essere rinvenute in ogni segmento. L'esempio più emblematico è il collicolo seminale, un cospicuo ripiegamento dell'uretra prostatica, che continua in una lunga piega mediana della mucosa, la cresta uretrale superiore o cresta fallica, che si estende fino all'uvula della vescica posteriormente, e fino all'uretra spugnosa tramite i due frenuli uretrali anteriormente. L'altra piega di rilievo è, nell'uretra preprostatica, la cresta uretrale inferiore o cresta caudale; nell'uretra prostatica si rinvengono invece i solchi uretrali laterali del collicolo seminale, confluenti nei seni prostatici, nonché un ampio affossamento noto come utricolo prostatico. Infine, come si è anticipato, il lume dell'uretra va incontro a notevoli slargamenti nelle aree denominate fossae o ampullae, in particolare l'ampolla uretrale e la fossa del bulbo uretrale situate presso il bulbo dell'uretra, appena sopra la radice del pene, e successivamente la fossa navicolare dell'uretra entro il glande.
Un'altra caratteristica della superficie interna è la presenza di migliaia di minuscole depressioni e recessi, le lacune uretrali (lacunae o criptae), che ospitano le ghiandole uretrali vere e proprie oppure ricevono i dotti delle ghiandole parauretrali, che circondano l'uretra. Le lacune sono più voluminose se contengono la ghiandola stessa, arrivando a formare micropapille in evidenza, e più discrete se vi passa solamente il dotto portatore del secreto, quando cioè la ghiandola è collocata nella zona periuretrale. Si riscontrano lacune e ghiandole in tutti i segmenti uretrali, a partire dall'uvula vescicale (uretra preprostatica caudale) per arrivare al meato uretrale esterno (uretra navicolare), tuttavia sono più concentrate in alcune zone: l'uretra spugnosa, prostatica e preprostatica. Di particolare importanza sono le lacune di Morgagni, spesso ospitanti le ghiandole di Littré e presenti lungo tutto il canale ma soprattutto nella porzione spugnosa. Assumono particolare rilievo e profondità presso la fossa navicolare dell'uretra, ove le ghiandole lacunari o di Morgagni compongono la Lacuna magna o seno di Guerin, una depressione della mucosa di notevole entità. Se una qualunque di queste ghiandole viene infettata o s'infiamma, la conseguente iperplasia potrà portare a edema, ostruzione e stenosi uretrale, fenomeno che tende spesso a riguardare la prostata, la ghiandola parauretrale per eccellenza.

### Misure

#### Lunghezza a riposo
La lunghezza dell'uretra maschile a riposo non è univoca nell'adulto, al contrario mostra variazioni molto ampie, che dipendono da vari fattori: anzitutto le dimensioni del pene, quindi il volume della prostata e la lunghezza del collo vescicale (e dunque la pienezza della vescica). Gli strumenti utilizzati per indagare su questo dato sono la sonografia, l'uretrografia e infine misurazioni dirette; è tuttavia necessario che le analisi vengano condotte a vescica vuota e in completa assenza di erezione (pene flaccido), poiché entrambe queste condizioni vanno ad allungare notevolmente il canale, falsando l'esito. Anche nelle persone sopra i 45 anni il dato può essere alterato, poiché le maggiori dimensioni della prostata distendono l'uretra prostatica in modo non trascurabile; la maggiore estensione si registra di norma sopra i 65 anni.
In generale, le misurazioni effettuate mostrano dati molto variabili: da persone in cui l'uretra supera appena i 20 cm a individui in cui sorpassa i 30 cm. Una prima indagine, effettuata su oltre cento volontari sotto i 25 anni, ha mostrato che la lunghezza dell'uretra maschile varia liberamente tra i 20 cm e i 29 cm, con una media di 23,6±1,3 cm. Il grafico che descrive il risultato dell'indagine mostra che i dati si dispongono in una curva simmetrica intorno a questo range, e in modo progressivamente più sporadico nei casi fuori da questo intervallo. Una seconda indagine, effettuata con le stesse tecniche della precedente ma stavolta su diverse centinaia di volontari sotto i 30 anni, ha mostrato lunghezze comprese tra i 21 cm e i 31 cm, con una media di 24,4±1,6 cm. Le stime alla base di questo secondo studio ipotizzavano una lunghezza teorica pari a 22-31 cm (di cui 18-25 cm per l'uretra spugnosa), e sono state per gran parte confermate. La porzione di canale soggetta alla maggior variazione è risultata, in entrambe le indagini, l'uretra spugnosa, con una lunghezza media intorno ai 20 cm ma di fatto ampiamente variabile tra i 15 cm e i 25 cm. Considerando le proporzioni, invece, la maggiore variazione si è riscontrata a livello dell'uretra preprostatica e dell'uretra membranosa: la lunghezza di entrambe può infatti oscillare di almeno tre volte tra il dato massimo e il dato minimo. Un sondaggio spagnolo, infine, ha distinto due fasce campionarie: la prima conteneva misure nel range 20-25 cm, la seconda si poneva nel range 25-30 cm (con apici sopra i 31 cm); buona parte dei soggetti tendeva a collocarsi a metà tra le due fasce, per approssimazione sui 24 cm. I dati riportati in precedenza sono stati confermati da altre indagini successive, che mostrano una variabilità tra i 20 cm e i 31 cm cm per un campionario pari ad almeno il 95% della popolazione maschile, con una media aritmetica intorno ai 25 cm, o più precisamente 24±2 cm.
Nel neonato l'uretra è sviluppata in modo pressoché completo, e misura già il doppio di quella di una donna adulta, con una media di 6 cm. Uno studio effettuato su diverse decine di neonati ha mostrato che buona parte delle misurazioni si colloca nel range 6±0,4 cm, designando una curva simmetrica; tuttavia i valori possono variare in modo significativo da individuo a individuo, con neonati la cui uretra non supera i 5 cm e altri in cui sorpassa i 7,5 cm. Una seconda analisi, su scala meno ampia, ha riportato risultati relativamente simili, variabili tra i 5,5 cm e i 7 cm ma sempre con una media di 6 cm. Secondo i dati ottenuti da altre indagini, l'uretra si estende gradualmente nel corso di varie fasi della crescita, raggiungendo (in media) i 9 cm entro i 3 anni, i 12 cm entro il periodo prepuberale, i 17 cm a pubertà terminata e infine la lunghezza definitiva tra i 17 e i 19 anni. Alcuni studi più recenti sembrerebbero però suggerire che l'uretra raggiunga lo sviluppo definitivo già prima dei 17 anni, ultimandosi già a 16 anni in buona parte dei casi. Può essere interessante notare che la lunghezza di un singolo segmento uretrale nel neonato non è proporzionale a quella che raggiungerà nell'adulto: ad esempio, l'uretra prostatica e l'uretra membranosa misurano entrambe 0,5 cm alla nascita, ma la loro estensione differisce in modo significativo nell'adulto (1,5-5 cm e 4-7 cm rispettivamente).
Proprio come per le femmine, non sembra esserci una particolare dipendenza tra la lunghezza dell'uretra e caratteristiche quali altezza, massa e indice di massa corporea. Questo vale anche per l'allungamento uretrale dovuto al fenomeno dell'erezione.

#### Elasticità longitudinale
Come detto in precedenza, l'uretra maschile possiede una notevole elasticità longitudinale, che consente un allungamento importante senza il rischio di rotture e senza particolari dolori, anche in caso di importanti trazioni meccaniche. Queste variabili vengono sempre scartate durante le misurazioni, che sono effettuate in condizioni di totale riposo. In particolare, l'uretra si estende in corrispondenza delle seguenti condizioni:
- Il fenomeno dell'erezione distende notevolmente l'uretra spugnosa nella sua totalità, a causa del rigonfiamento dei corpi cavernosi e del corpo spugnoso. In genere l'allungamento ammonta a 5-10 cm durante il culmine, con un range medio di 6,7-7,2 cm,[216][217][218][219] ma in alcuni individui può essere molto minore o viceversa molto maggiore.[14][79][175][220]
- La pienezza della vescica estende di svariate volte l'uretra preprostatica (situata dentro il collo vescicale) e, in misura molto minore, l'uretra prostatica. L'allungamento è di circa 1,5-2 cm se la vescica è moderatamente piena (300 ml), ma può arrivare a 3 cm in caso di grande riempimento (ben oltre 500 ml).[40][221][222]
- L'aumento dell'età è correlato ad un'estensione dell'uretra prostatica, a causa del maggior volume della prostata. Le indagini effettuate mostrano un allungamento medio compreso tra 1 e 3 cm entro i 65 anni di età.[14][113][188]
- La presenza di traumi o patologie anche molto comuni, come l'iperplasia prostatica benigna, incide pesantemente sull'estensione del canale. Una prostata iperplastica può allungare l'uretra prostatica anche di 3-6 cm, tanto da farle raggiungere una misura di 8-10 cm.[124][223][224][225]

Come si può notare da questi dati, l'uretra maschile può essere sottoposta a trazioni molto importanti senza particolari rischi o dolori (ma solo in senso longitudinale), consentendo allungamenti inaspettati. Il comportamento varia, comunque, da persona a persona.

#### Diametro
Per quanto riguarda il diametro, vi è minore variabilità tra un individuo e l'altro (in assenza di anomalie come la stenosi uretrali), tuttavia il dato non è uniforme, e cambia in modo radicale in base al segmento uretrale considerato. La media ponderata, ottenuta considerando le misure di ciascun segmento, è pari a 6,8±0,4 mm, dunque sensibilmente inferiore al diametro medio femminile. Occorre inoltre specificare che l'uretra maschile è scarsamente dilatabile se comparata a quella femminile (che può essere allargata fino a 30 mm), e soprattutto alterna porzioni di ampio lume a porzioni estremamente strette. In queste zone è molto probabile il blocco di masse, come coaguli e calcoli renali, che risultano infatti notevolmente più pericolose nel maschio, a causa del ristretto lume.
In particolare, il diametro varia ampiamente dai 10-15 mm dell'uretra prostatica (in un giovane) ai 4-5 mm dell'uretra membranosa, che è peraltro la porzione meno dilatabile, e del vestibolo uretrale (includendo il meato uretrale esterno). Il tratto più vicino alla media ponderata è senza dubbio l'uretra spugnosa, il cui lume medio ammonta a 6-7 mm. Occorre specificare che il lume dell'uretra prostatica tende a decrescere sensibilmente con l'aumentare del volume della prostata, un evento molto comune (se non inevitabile) negli uomini sopra i 45 anni; negli anziani può ridursi a meno di 5 mm anche in assenza di patologie. In generale, l'iperplasia prostatica benigna e l'ipertrofia di una qualsiasi delle varie ghiandole uretrali o parauretrali può portare a costrizione dell'uretra, con conseguente uretrite e rischio di ritenzione urinaria, nonché i classici sintomi di uretrodinia, disuria, stranguria, uretrorragia. Anche il fenomeno dell'erezione e la pienezza della vescica possono contribuire a ridurre, temporaneamente, il diametro dell'uretra in alcuni dei suoi segmenti (spugnosa e preprostatica in particolare).

### Uretra prossimale
L'uretra prossimale, chiamata anche uretra retrograda o posteriore, è la prima parte dell'uretra maschile. Lunga in media 7-10 cm, ha origine direttamente nel collo vescicale e si estende fino ad incontrare il bulbo dell'uretra o bulbo membranoso (situato presso il bulbo del pene, ove inizia la metà ventrale peniena). Questa porzione passa attraverso l'atrio uretrale (che include l'orifizio uretrale interno), la prostata e il diaframma urogenitale, e riceve i dotti seminali provenienti dai vas deferens e dalle vescicole seminali. Situata prossimalmente al corpo spugnoso e per buona approssimazione verticale nei giovani con una prostata sana, nell'ultima porzione designa il tratto iniziale di una conoide, formando l'arco uretrale o uretropelvico; il suo decorso è interamente pelvico.
L'intera uretra prossimale ha origine dalla parte pelvica del seno urogenitale, che contribuisce inoltre a formare le ghiandole bulbouretrali; nelle femmine compone invece parte della vagina. Questo tratto di canale viene ulteriormente diviso in tre segmenti: uretra preprostatica (sezione caudale e craniale), uretra prostatica (sezione prossimale, mediana e distale) e infine uretra membranosa. Il diametro e l'elasticità di ciascun segmento sono disomogenei e molto variabili, passando dai 10-15 mm dell'uretra prostatica, la porzione più dilatabile, ai 4-5 mm dell'uretra membranosa, la porzione peraltro meno dilatabile; il dato medio complessivo ammonta a 10,5 mm. Anche i tessuti cambiano in modo radicale secondo il segmento considerato, variando dall'epitelio di transizione (urotelio) dell'uretra preprostatica e prostatica all'epitelio pseudostratificato colonnare e stratificato colonnare dell'uretra membranosa. Nel tratto mediano dell'uretra prostatica, l'urotelio è immediatamente circondato dal tessuto ghiandolare e stromale della zona periuretrale della prostata; nell'uretra membranosa è invece avvolto da spessi strati di muscoli scheletrici.
In alcuni manuali, l'uretra prossimale viene suddivisa in due ulteriori sezioni principali:
- Uretra caudale o retropubica: comprende i primi 2/3 circa dell'uretra anteriore, ovvero l'uretra preprostatica e l'uretra prostatica fino al punto in cui fuoriesce dalla prostata (sezioni prossimale e mediana).[150][151][152][153][154] Il termine caudale fa riferimento sia alla sua posizione retrograda, sia al fatto che le fibre allungate della sua tonaca muscolare siano disposte caudalmente, verso il trigono vescicale.[246][247][248] Questa direzione è evidenziata dal verso di percorrenza delle creste uretrali ivi presenti, di cui la cresta uretrale inferiore o appunto cresta caudale; inoltre, i fasci muscolari longitudinali degli ureteri proseguono in senso anticaudale verso l'apice del trigono, continuando nella cresta uretrale superiore.[44][150][172][249]
- Uretra craniale o postprostatica: costituisce il restante 1/3 circa dell'uretra anteriore, includendo l'uretra prostatica distale (che emerge dall'apice della prostata) e l'uretra membranosa.[150][151][152] Il termine craniale si riferisce all'apice della prostata, una sporgenza a fondo cieco, o semplicemente indica una posizione frontale in corrispondenza di un'estremità (come avviene per la vagina).[250][251][252][253]

L'uretra retrograda comprende, all'interno del proprio perimetro e intorno a sé, varie tipologie di ghiandole uretrali e parauretrali nelle rispettive lacune, il cui numero complessivo è dell'ordine delle migliaia; come in ogni tratto del canale, sono presenti anche le ghiandole uretrali di Littré e le ghiandole unicellulari. Da sottolineare la presenza, nella regione periuretrale, della prostata, delle vescicole seminali e delle ghiandole bulbo-uretrali (che tuttavia riversano il proprio secreto solo nel tratto successivo, ovvero l'uretra bulbomembranosa). Sono inoltre presenti diverse strutture annesse, che includono ad esempio le creste uretrali (presenti lungo tutta l'uretra ma di cospicue dimensioni nei due segmenti più prossimali), il collicolo seminale e l'utricolo prostatico. L'uretra prossimale è stabilizzata dai legamenti pubouretrali posteriori, che si portano dalla faccia posteriore dell'osso pubico all'uretra, dal legamento puboprostatico e infine dalla fascia uretrale o legamento uretropelvico.
Se si sceglie di adottare una classificazione alternativa, che considera l'uretra prossimale come la porzione puramente interna alle pelvi (uretra pelvica), allora i segmenti da preprostatico a membranoso costituiscono indicativamente poco meno della prima metà, mentre l'uretra bulbare rappresenta la sezione mediana o perineale.

### Uretra membranosa
L'uretra membranosa, chiamata anche uretra trigonale, diaframmatica o sfinteriale, è il segmento più distale dell'uretra retrograda, che parte dall'uretra postprostatica e arriva fino al bulbo uretrale (ove incontra la metà ventrale del pene), passando attraverso il diaframma urogenitale. Questo segmento è interamente circondato dal
- L'uretra prostatica è la porzione dell'uretra, lunga 3-4 cm, che decorre all'interno della prostata, vicina alla faccia anteriore e termina presso l'apice della prostata. La caratteristica più importante di questo tratto dell'uretra è la cresta uretrale, un rilievo ricoperto da mucosa che sporge nel lume a partire dalla sua parete posteriore, facendolo divenire arcuato in sezione. Il solco che si viene a formare ai lati della cresta uretrale è il solco laterale, sulla sua superficie sbocca un numero variabile (15-20) di condotti prostatici che secernono il liquido prostatico. A circa metà lunghezza della cresta uretrale è presente una prominenza, detta verumontanum o collicolo seminale che è perforato da un orifizio detto utricolo prostatico. Ai lati dell'utricolo o al suo interno sboccano i due condotti eiaculatori che vi convogliano lo sperma. L'utricolo è un piccolo canale a fondo cieco profondo circa mezzo centimetro in cui sboccano i dotti di piccole ghiandole mucose ed eventualmente, come detto, i condotti eiaculatori. Si pensa che sia il corrispettivo maschile della vagina o dell'utero (da qui "utricolo", cioè "piccolo utero").
- L'uretra membranosa è la porzione distale dell'uretra posteriore, lunga circa 1-2 cm, presenta un lume stellato in sezione trasversale. È la porzione che attraversa il diaframma urogenitale, affiancata dalle due ghiandole bulbouretrali del Cowper, non ne riceve il secreto che invece si dirige in basso sboccando nella porzione successiva.

### Uretra distale
- L'uretra bulbare, lunga circa 4 cm, è accolta dal bulbo, cioè la prima porzione dell'uretra spongiosa caratterizzata da un notevole slargamento. Esternamente, questo è ricoperto dal muscolo bulbocavernoso del contingente superficiale dei muscoli del perineo.
- L'uretra pendula, o peniena, è la porzione che scorre all'interno del pene. Circondata dal corpo spongioso (mediale rispetto ai corpi cavernosi), presenta uno slargamento a livello del glande in cui l'epitelio cambia: passa da epitelio di transizione, tipico delle vie urinarie, a epitelio pavimentoso stratificato molle, andando quindi ad assomigliare alla mucosa peniena che trova all'uscita dell'orifizio ureterale.

## Anatomia comune

### Arterie
L'uretra maschile è irrorata da vasi arteriosi diversi a seconda della porzione di cui si tratta. L'uretra prostatica riceve rami arteriosi dall'arteria rettale media e dall'arteria prostatica; l'uretra membranosa riceve rami dall'arteria pudenda interna; dall'arteria rettale media e dall'arteria trasversa profonda del perineo; l'uretra spongiosa riceve rami dall'arteria pudenda interna, dall'arteria uretrale e da rami dell'arteria dorsale del pene.
L'uretra femminile è irrorata dall'arteria vaginale, dall'arteria vescicale inferiore e dall'arteria pudenda interna.

### Vene
Nel maschio il sangue viene drenato da un plesso sottomucoso che si scarica nel plesso venoso pudendo e nel plesso vescicoprostatico in alto, e nelle vene profonde del pene.
Nella femmina il plesso venoso uretrale drena nel plesso venoso vescicale del collo della vescica e nella vena pudenda interna.

### Linfa
Nella femmina i vasi linfatici dell'uretra drenano nei linfonodi iliaci interni ed esterni.

### Innervazione

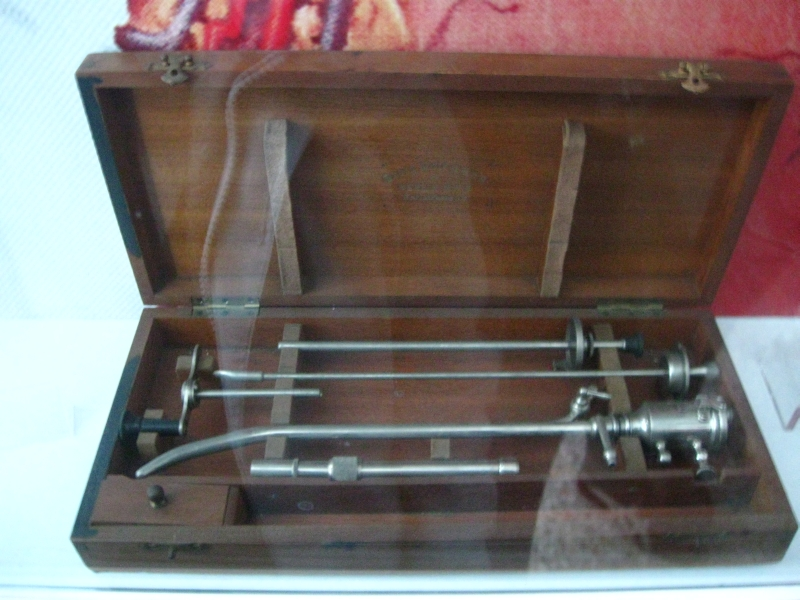
Un uretrotomo del XIX secolo, conservato presso il Museo di Storia della Medicina, Università di Roma, Sapienza

Le fibre simpatiche pregangliari dell'uretra originano dalla colonna intermedio laterale del midollo spinale, si portano al tronco del simpatico tramite i nervi comunicanti bianchi, quindi al plesso ipogastrico inferiore dove sinaptano. Le fibre simpatiche postgangliari dal plesso ipogastrico inferiore e in particolare dai nervi attorno alle arterie vescicali si distribuiscono all'organo. Le fibre pregangliari parasimpatiche originano da neuroni dei neuromeri sacrali del midollo spinale (S2-S4), si dirigono al plesso vescicale dove sinaptano. Le fibre parasimpatiche postgangliari si distribuiscono alla muscolatura della parete dell'uretra a partire dal plesso vescicale. Le fibre sensitive decorrono nei nervi splancnici pelvici, sinaptano nei gangli delle radici dorsali dei neuromeri S2-S4.

## Anatomia microscopica
La parete dell'uretra è delimitata da due tonache (mucosa e muscolare) nell'uretra femminile e nel tratto prostatico e in quello membranoso nel maschio, mentre nel tratto penieno ve ne è una sola (tonaca mucosa). L'epitelio di rivestimento nel primo tratto è di transizione, come quello della vescica, nella parte prostatica è batiprismatico e infine pavimentoso, composto non corneificato, fino all'orifizio uretrale esterno dove si continua con l'epidermide del glande o della vulva. Sono presenti due strati muscolari: uno strato interno di tessuto muscolare liscio (andamento longitudinale e circolare), uno esterno striato che prende il nome di muscolo sfintere striato dell'uretra. Lungo la porzione cavernosa dell'uretra, è possibile notare numerosi avallamenti, chiamati lacune del Morgagni. Rappresentano lo sbocco delle ghiandole del Littré, che lubrificano e proteggono la porzione membranosa e peniena tramite una secrezione mucosa.
Lo studio dell'uretra si effettua con l'uretrografia.

## Patologia
Problemi nell'organogenesi dell'uretra possono determinare nel maschio ipospadia qualora l'orifizio esterno dell'uretra sia posto inferiormente rispetto alla normale posizione all'apice del glande ed epispadia qualora sia posto sulla superficie superiore del pene.
Le infezioni dell'uretra prendono il nome di uretriti. La più importante è l'uretrite gonococcica.
La minor lunghezza del condotto nella femmina favorisce un più facile accesso dei germi alla vescica spiegando la maggior incidenza della cistite nel sesso femminile.